# Рин (денежная единица)
Рин (яп. 厘) — разменная денежная единица Японии с 1873 года, равная 1⁄1000 иены и 1⁄10 сена.

## Монеты
В период Реставрации Мэйдзи, в 1871 году, была проведена денежная реформа, в ходе которой было унифицировано денежное обращение страны. Вместо большого количества денежных знаков, имевших хождение в рамках денежной системы Токугава, была введена единая общегосударственная денежная единица — иена. В качестве разменных единиц были установлены сен = 1⁄100 иены и рин = 1⁄1000 иены.
Чеканка медных монет в 1 рин начата в 1873 году (6 году эры Мэйдзи). В 1892 году (в 25 году эры Мэйдзи) их чеканка была прекращена.
В 1916 году (5 году эры Тайсё) начата чеканка бронзовых монет в 5 ринов. Их чеканка была прекращена в 1919 году (в 8 году эры Тайсё).
| Номинал | Изображение | Металл | Диаметр (мм) | Вес (г) | Гурт | Период чеканки                                                         |
| ------- | ----------- | ------ | ------------ | ------- | ---- | ---------------------------------------------------------------------- |
| 1 рин   |             | медь   | 15,75        | 0,91    |      | 1873—1877, 1880, 1882—1884, 1892 (6—10, 13, 15—17, 25 годы эры Мэйдзи) |
| 5 ринов |             | бронза | 12,8         | 2,1     |      | 1916—1919 (6—8 годы эры Тайсё)                                         |

## Банкноты
На территории Японии банкноты в ринах никогда не выпускались.
Осенью 1931 года вторжением в Маньчжурию были начаты военные действия в Китае. В 1932 году произошёл краткосрочный «Инцидент 28 января», а в 1933 году — вторжение в Жэхэ, после которого было заключено перемирие, продолжавшееся 4 года. В этот период военные деньги Японией не выпускались, для обеспечения войск в Северном Китае использовались банкноты Тёсэн-банка, в Центральном Китае — банкноты Банка Японии.
7 июля 1937 года произошёл инцидент на Лугоуцяо, послуживший формальным поводом для начала Второй японо-китайской войны. 14 октября 1938 года было опубликовано объявление о выпуске военных банкнот для оплаты военных издержек. С этой целью учреждались специальные агентства в Шанхае, Нанкине, Ханчжоу и Сучжоу. Агентства также должны были изъять из обращения банкноты Банка Японии. Военные иены печатались в Японии, а их эмиссия на территории Китая производилась Иокогама Спеши банком по поручению министерства финансов Японии и Банка Японии. Военная иена выпускалась без всякого обеспечения. Первоначально военная иена использовалась для расчётов с торговыми предприятиями, обслуживающими оккупантов, затем они стали использоваться для всех расчётов с местным населением и для выплаты жалования военнослужащим. Формально курс военной иены к японской иене составлял 1:1. Курс к местной валюте был установлен только после образования марионеточных правительств и учреждения ими подконтрольных Банку Японии эмиссионных банков.
Единственная банкнота с номиналом в ринах — 21⁄2 рина — была выпущена в 1940 году в составе пятого выпуска банкнот военной иены. Дата выпуска на банкнотах не указана.
| Номинал   | Изображение | Размеры (мм) | Водяной знак | Год выпуска |
| --------- | ----------- | ------------ | ------------ | ----------- |
| 21⁄2 рина |             | нет данных   | нет данных   | 1940        |